# Luigi Ballerini (psicoanalista)
Luigi Ballerini (Sarzana, 1963) è uno scrittore italiano, vincitore, fra l'altro, del Premio Andersen e del Premio Bancarellino.

## Biografia
Scrittore per ragazzi vive e lavora a Milano come psicoanalista. Formatosi alla scuola di Giacomo Contri, si occupa da molti anni di questioni relative all'infanzia e ai giovani. Come scrittore collabora con diverse testate sulle tematiche scuola/educazione/giovani (Repubblica, Avvenire, La Stampa, Il Sole 24Ore, Raicultura) e ha all'attivo romanzi tradotti all'estero e vincitori di premi come l'Andersen, il Bancarellino , il Fenice-Europa.

## Opere principali

### Per bambini e ragazzi
- Io Supereroe, Giunti, 2004
- L'estate di Nico, Giunti, 2007
- In ogni istante, Fabbri, 2007
- Zia Dorothy, Giunti (2009) White Raven Award 2010 organizzato dalla International Youth Library, la più grande Biblioteca tedesca e finalista Selezione Bancarellino 2010
- Parole di traverso, Erickson, 2009
- Non chiamarmi Cina!, Giunti, 2012 ISBN 9788809775640. Finalista Selezione Bancarellino 2013
- Aveva torto mio padre, Piemme, 2012
- Tutto il cielo possibile, Piemme, 2013
- La signorina Euforbia, San Paolo, 2014  (Vincitore Premio Andersen 2014, miglior libro età 9/12 anni)
- Certe Volte, Motta Junior, 2014
- Click!, Edizioni El, 2014
- Io sono Zero, Il Castoro 2015 (Vincitore Premio Bancarellino 2016)
- Hanna non chiude mai gli occhi, San Paolo 2015 (Vincitore Premio Fenice Europa 2016 - Un romanzo italiano nel mondo)
- Un posto silenzioso, Lapis 2016
- Il mistero del bosco, Lapis 2016
- Imperfetti, Il Castoro 2016
- Nuova pasticceria Euforbia, San Paolo 2017
- Cosa saremo poi (con Luisa Mattia), Lapis 2017, White Raven Award 2018, Premio Micoreditoria 2017, Premio Zambelli 2018 menzione speciale per la narrativa
- Ogni attimo è nostro", DeAgostini 2018
- Torna da me,Castoro 2018
- L'isola di Pibi, Giunti 2019
- Il segreto dei papà, San Paolo 2019
- Un sogno sull'oceano, San Paolo 2019
- Una sorpresa per Euforbia, San Paolo 2020
- Myra sa tutto, Il castoro, 2020
- Le case del tempo nascosto, San Paolo, 2021
- In ogni istante, Il castoro, 2021
- Fuori freddo, Il castoro, 2021
- Alla seconda umanità, Il castoro, 2022
- Il segreto delle mamme, San Paolo 2022
- Blocco 5. Ti toglieranno i sensi a uno a uno, Il Castoro, 2023

### Per adulti
- 120 giorni che ti cambiano la vita (Rizzoli 2008 ISBN 9788817025546.)
- E adesso cosa faccio? Ripensare il rapporto fra genitori e figli (Edizioni Lindau 2012)
- I bravi manager cenano a casa (Edizioni EMI 2015)
- Né dinosauri, né ingenui. Educare i figli nell'era digitale (San Paolo, 2018)
- Chioccia, tigre, elicottero, spazzaneve. Quale genitore per i nostri figli (San Paolo, 2019)
- Appuntamenti, non agguati. Vivere bene la scuola oggi (San Paolo, 2019)